# St-Bonnet (Saint-Bonnet-du-Gard)

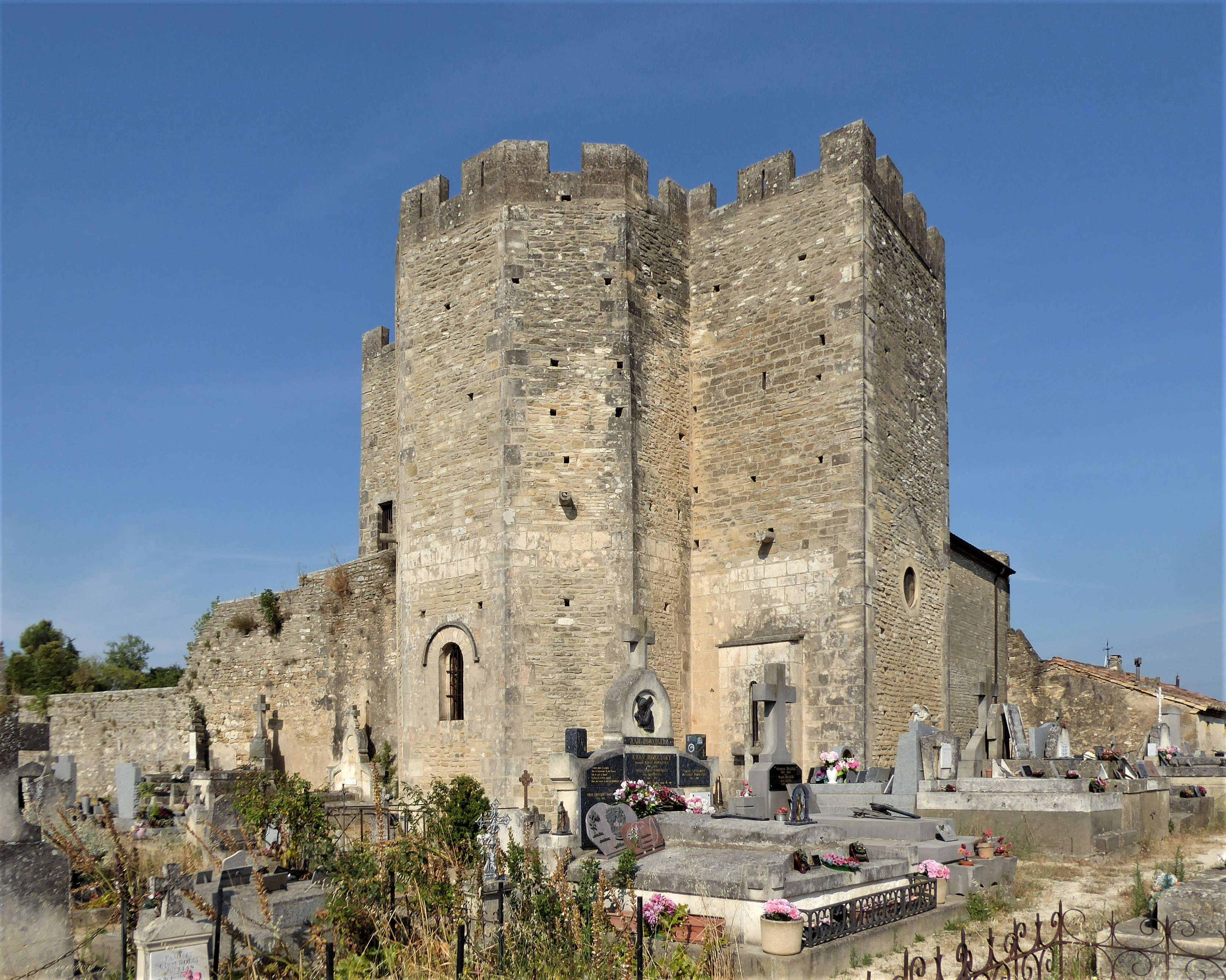
Die Wehrkirche St-Bonnet, Blick zum Chor

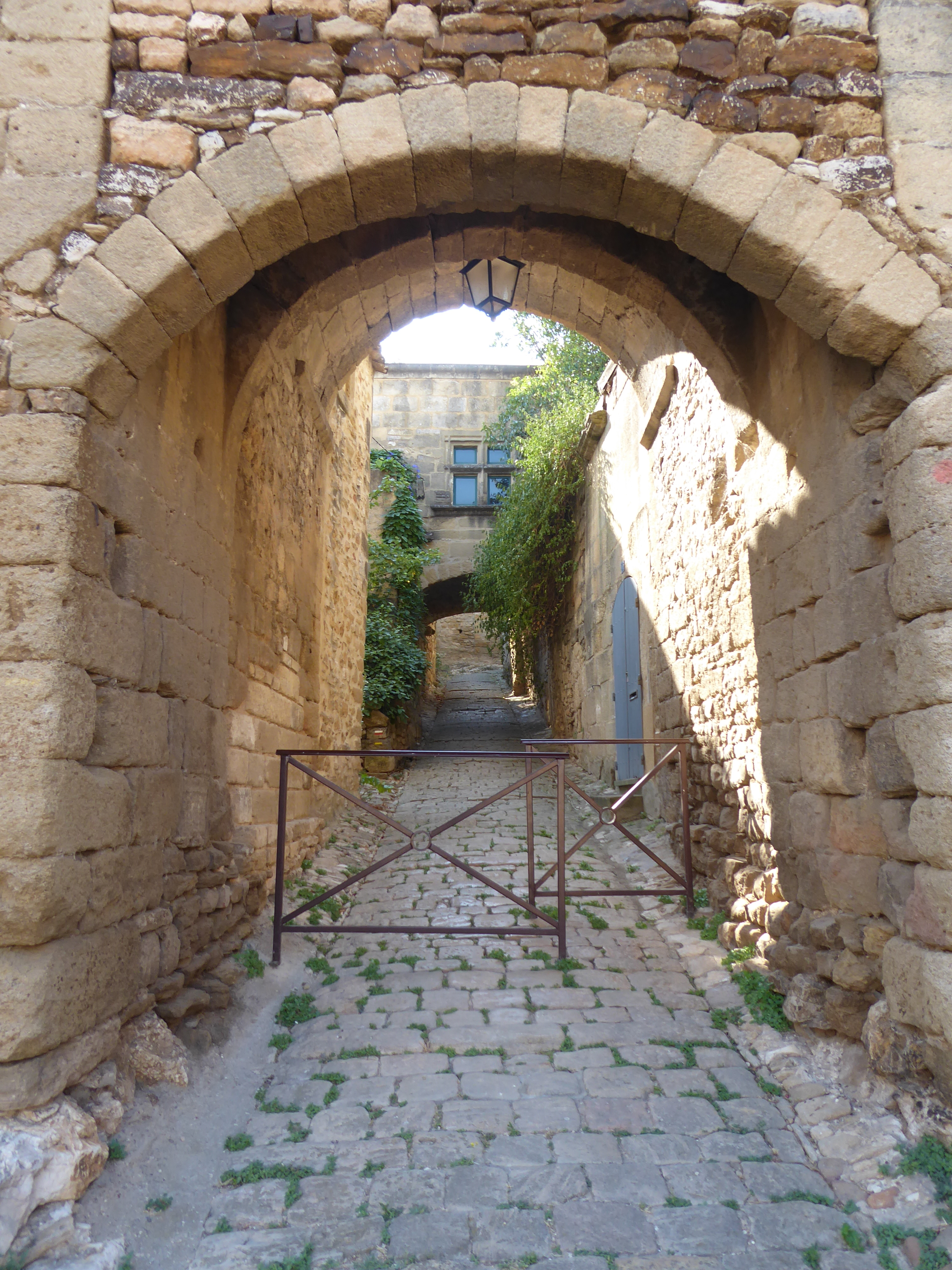
Aufgang zur Kirche in der äußeren Wehrmauer um den Kirchenbezirk

St-Bonnet ist die römisch-katholische Kirche von Saint-Bonnet-du-Gard im französischen Département Gard. Die frühere Wehrkirche ist seit 1907 als Monument historique klassifiziert.

## Beschreibung
Die dem Patrozinium des heiligen Bischofs Bonitus von Clermont unterstellte Kirche geht im Kern auf das 9. Jahrhundert zurück und wurde durch die Benediktinerabtei Psalmody in Saint-Laurent-d'Aigouze errichtet. Zu den Einkünften der Abtei gehörte die Salzgewinnung in der Camargue. Für den Standort der Kirche St-Bonnet wurde ein strategisch günstiger Ort an einer wichtigen Salzhandelsroute in der Nähe einer Furt über den Gardon gewählt.
Für den Bau der Kirche wurde auf Steinmaterial eines römischen Aquädukts zurückgegriffen. Das romanische Gotteshaus erhebt sich auf kreuzförmigem Grundriss. Die Apsis ist im Inneren halbrund und außen dreiseitig geschlossen. Balken des Langhauses konnten in das 11. Jahrhundert datiert werden. Die Strebepfeiler ragen nicht nach außen heraus, sondern sind nach innen gerichtet, wo sie durch Gurtbögen verbunden werden. Dadurch entsteht der Eindruck eines dreijochigen Langhauses. Über den Gewölben befindet sich ein Laufgang. Im 14. Jahrhundert wurde die Kirche durch die Abtei zur Wehrkirche ausgebaut, indem der Chor und die Querhäuser um ein zinnenbesetztes Geschoss aufgestockt wurden.